# Pieter Merlier
Pieter Merlier 29 maart 1979) is een Belgische voetballer die als doelman bij VV 9000 Gent  speelt. 
Voordien speelde hij bij Maccabi Herzliya; hij werd er ontslagen omdat in Israël de regel geldt dat je maar 5 buitenlandse spelers mag opstellen. Zijn club was op zoek naar een scorende spits, en toen was Merlier  op overschot. Merlier was dus toen een vrije  speler, maar Maccabi Herzliya betaalt tot juni 2008 zijn salaris. Franky Vandendriessche was vroeger Merliers idool omdat deze ook bij SV Waregem speelde. Franky is niet meer actief als keeper, maar wel keeperstrainer bij z'n ex-club Moeskroen.
Pieter Merlier is een geboren en getogen Waregemnaar. Als jeugdproduct van Essevee maakte hij de ondergang van KSV Waregem mee. Nadien was hij eveneens bevoorrecht getuige van de steile opmars van derde naar eerste klasse met fusieclub SV Zulte Waregem. In 2005-2006, zijn eerste seizoen eerste klasse, ontpopte hij zich tot een kanjer. Enkel een blessure kon hem enkele weken uit doel houden. Merlier was zeer bepalend en behoedde de West-Vlaamse voetbalclub regelmatig voor puntenverlies. Het seizoen 2006-2007 kreeg hij er met Geert De Vlieger onzachte concurrentie bij.
Vanaf het seizoen 2011-2012 zou Merlier uitkomen voor derdeklasser KSV Oudenaarde om na twee seizoenen in 2013 te verhuizen naar VW Hamme. Een seizoen later ging hij naar vierdeklasser SW Harelbeke.

## Statistieken (fysiek)
- Lengte: 1.80 meter
- Gewicht: 77 kilogram

## Clubs
- 1987-2000 KSV Waregem
- 2000-2001  SC Wielsbeke
- 2001-2007  SV Zulte Waregem
- 2007- oktober 2007  Maccabi Herzliya
- februari 2008-januari 2009 Universitatea Cluj
- 2009-2010 FC Universitatea Craiova
- 2011-2013 KSV Oudenaarde
- 2013-2014 VW Hamme
- 2014-2018 SW Harelbeke
- 2018-... SK Berlare - lopend contract tem 2022
- 2024- ... VV 9000 Gent